# メヌイテス
メヌイテス（学名：Menuites）は、パキディスカス科に属するアンモナイト亜綱アンモナイト目の属。後期白亜紀のサントニアン期から前期カンパニアン期にかけて生息し、日本からも化石が産出する。棘状の突起を持つ種が多いが、採集やクリーニングなどで失われることも多い。

## 特徴
メヌイテスはパキディスカス科に属するアンモナイトである。パキディスカス科の属は円形または楕円形をなす螺環断面のプロポーションからある程度の判別ができ、メヌイテスの場合は高さを幅が上回っている。アナパキディスカスの螺環断面も同様であるが、アナパキディスカスの場合は突起が存在しない点で区別できる。ただし、2018年時点でアナパキディスカスはメヌイテス属に含める見解が主流とされている。
前述の突起以外の殻修飾は発達しない。突起では、長肋の一部がイボのように隆起し、その上に中空の棘が発達する。棘の先端は工具で切断したかのように斜めに平坦になっている。突起が保存されている場合、内部の空洞には堆積の過程で堆積物が進入する場合が多い。ただし、化石化の過程や採集の際に破損する場合も多い。
この他の特徴として、巻きの程度が中程度で、例外もあるがへそ周辺の肋が発達する。肋は巻きの終端側の四分の一の領域でも発達する。肋は開口部に近づくにつれ卓越する傾向を示し、同時に突起は小型化するかあるいは完全に消失する。

## 主な種

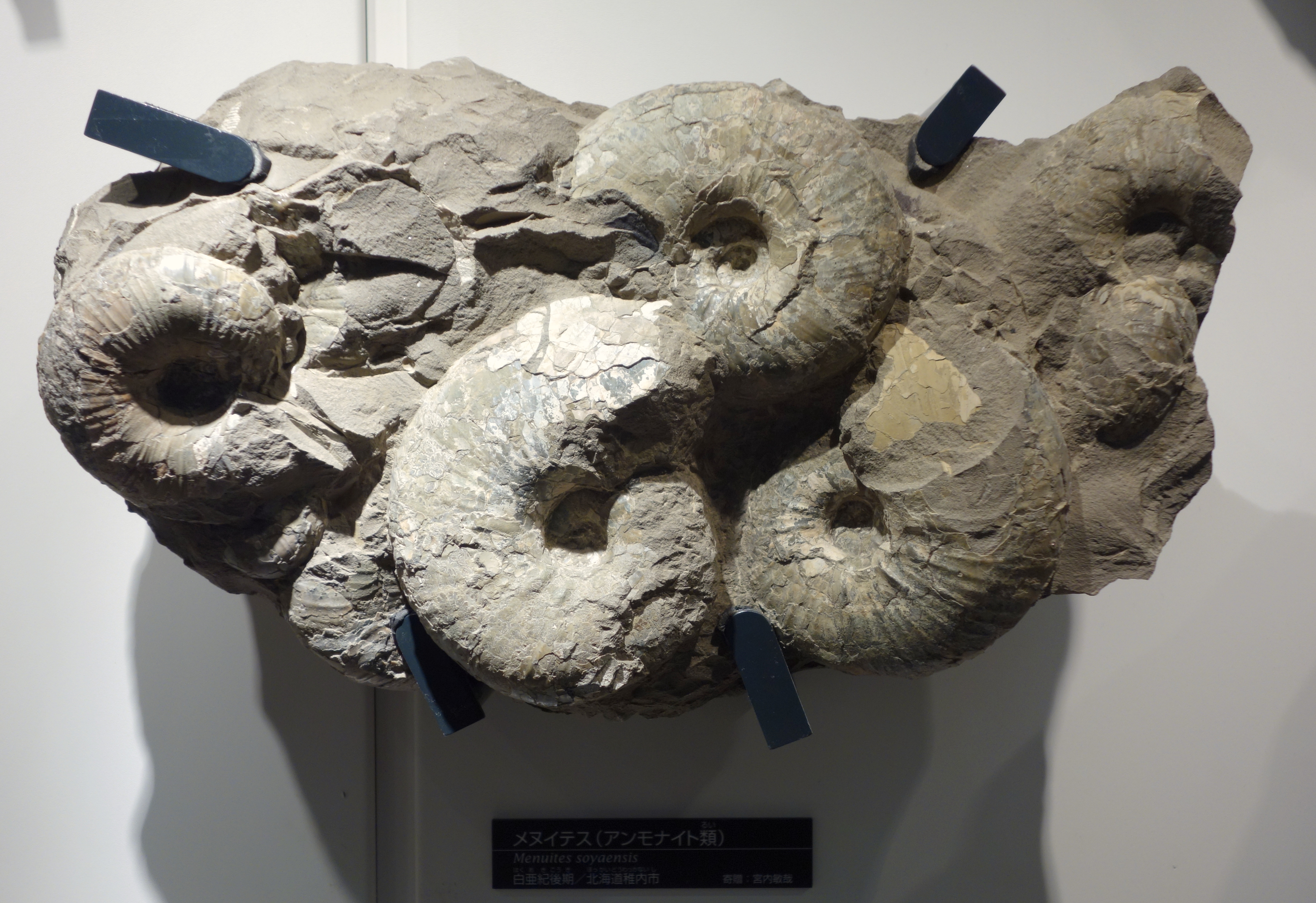
メヌイテスの密集化石

メヌイテス・アーマータス
学名 - M. armatus
へそが広く、他の種と比べて突起が長く発達している点が特徴の種。棘の発達に由来して、「武装した」という意の種小名が命名された。産出層準はおそらく上部カンパニアン階。
2009年の調査で発見された新たなアンモナイト産地である北海道の里平地域にて産出。2019年に新種として記載された。
メヌイテス・ファスシコスタトゥス
学名 - M. fascicostatus
螺環断面は円形で、へそはかなり狭く、そしてコブのような修飾を持つ。微細な肋も見られるが、成長に従って肋は粗くなり、また肋同士の間隔も開いていく。直径は15センチメートル程度から40センチメートル程度の個体が報告されていてバリエーションがある。かつてアナパキディスカス属に分類されていた種。
ホロタイプ標本の産出層準は上部白亜系で、中部カンパニアン階の可能性が高い。ホロタイプ標本は中川地域のアベシナイ川の支川で発見されており、この他にも天塩山地や宗谷岬で発見されている。
メヌイテス・ジャポニクス
学名 - M. japonicus
螺環断面は幅広の楕円形。長肋上に4列の太い棘状の突起が発達する。成年殻は直径8センチメートル程度と小型の種である。
産出層準はサントニアン - 下部カンパニアン階。
メヌイテス・ナウマニ
学名 - M. naumanni
メヌイテス・プシルスに類似した短い突起を持つ。産出層準はカンパニアン階。
メヌイテス・ネルチネンシス
学名 - M. nelchinensis
へそがかなり狭く、非常に小さい隆起が見られる。また、肋も細く、あまり発達していない。直径10センチメートル程度の個体や約60センチメートルに達する個体が報告されている。かつてアナパキディスカス属に分類されていた種。
産出層準は上部カンパニアン階。アメリカ合衆国のアラスカ州のネルチネラでホロタイプ標本が産出しており、日本では北海道の乳呑川層から産出している。
メヌイテス・プシルス
学名 - M. pusilus
螺環断面は幅広の楕円形。周期的かつ疎に発達する長肋上に4列の短い突起が発達する。成年殻直径4センチメートル程度と小型の種で、かつてアナパキディスカス属に分類されていた。
産出層準はサントニアン - 下部カンパニアン階。
メヌイテス・サナダイ
学名 - M. sanadai
へそがかなり狭く、気室や住房の外壁には後方外側に突出するような頑健な突起が長肋上に発達して複雑な殻修飾をなす。Menuites fascicostatusという別種の未成熟個体の可能性もあるが、結論は出ていない。
産出層準は中部カンパニアン階。北海道の浦河地域（乳呑川層）のほか、宗谷岬や天塩山地から産出している。
メヌイテス・スツネリ
学名 - M. sutuneri
螺環断面は円形から楕円形。肋はあまり発達しておらず、密に多数が並んでいる。成年殻には4列の突起は存在せず、パキディスカス科に共通する巻きの中心の突起も目立たない。
産出層準はサントニアン階。